# Dumsiškiai
Dumsiškiai ist ein Dorf in Litauen, im Amtsbezirk Dumsiai, in der Rajongemeinde Jonava (im Bezirk Kaunas). 2011 gab es 58 Einwohner. In Dumsiškiai befindet sich der Sitz der Försterei von Dumsiai (die Oberförsterei Jonava).